# Muzeum Solca im. księcia Przemysła
Muzeum Solca im. księcia Przemysła powstało 1 stycznia 2009, uroczyste otwarcie nastąpiło 12 marca 2009. Muzeum mieści się w budynku o nazwie Villa Anna, zbudowanym w 1911 roku przez Carla Juegrensa - soleckiego przemysłowca niemieckiego pochodzenia. Muzeum ma charakter regionalny - gromadzi głównie eksponaty związane z historią Solca Kujawskiego i okolicznych wsi. Jest jednostką samorządu terytorialnego, jego organem założycielskim jest Urząd Miasta i Gminy Solec Kujawski.

## Patron
Patronem Muzeum jest książę Przemysł, który w 1325 roku lokował Solec Kujawski na prawie magdeburskim. Logo Muzeum wzorowane jest na pieczęci pieszej Przemysła, przedstawiającej samego księcia, trzymającego w jednej ręce tarczę, a w drugiej miecz i hełm. Na tarczy umieszczono herb Kujaw. Nad księciem z lewej strony unosi się ręka, mająca symbolizować ochronę i boskie błogosławieństwo.
Drzewo genealogiczne Przemysła:
| 4. Kazimierz I kujawski zm. 14 grudnia 1267               |  |                                            |  |  |                                               |
|                                                           |  | 2. Siemomysł inowrocławski zm. 1287        |  |  |                                               |
| 5. Konstancja wrocławska zm. 21 lutego między 1253 a 1257 |  |                                            |  |  |                                               |
|                                                           |  |                                            |  |  | 1. Przemysł inowrocławski zm. w 1338 lub 1339 |
| 6. Sambor II Tczewski zm. 30 grudnia 1277 lub 1278        |  |                                            |  |  |                                               |
|                                                           |  | 3. Salomea pomorska zm. między 1312 a 1314 |  |  |                                               |
| 7. Matylda meklemburska zm. 23 listopada 1270             |  |                                            |  |  |                                               |
|                                                           |  |                                            |  |  |                                               |

## Działalność
Głównymi celami działalności Muzeum są m.in.:
- Gromadzenie i udostępnianie pamiątek związanych z Solcem Kujawskim, okolicznymi wsiami
- Upowszechnianie wiedzy o historii gminy Solec Kujawski oraz jej zasłużonych mieszkańcach
- Konserwacja i ochrona zabytków ruchomych
- Działalność wydawnicza
- Edukacja i organizowanie wydarzeń kulturalno-historycznych

## Ekspozycja
Wystawa stała poświęcona jest dziejom miasta i jego okolic do końca XX wieku. Najstarszym prezentowanym eksponatem jest fragment motyki rogowej z okresu późnego paleolitu (9-8 tys. lat p.n.e.). W części poświęconej prehistorii na uwagę zasługują również fragmenty ceramiki oraz narzędzia krzemienne z okolic Kabatu. W dalszej części wystawy poznajemy historię Solca od momentu pierwszej informacji pisanej w 1263 roku, aż do czasów współczesnych. Plansze prezentują losy miasta na tle dziejów Polski i Kujaw. Całość uzupełniają pamiątki odnalezione w Solcu i okolicach. Muzeum posiada kolekcję monet z XV-XIX wieku.
Wystawy czasowe dotyczą głównie historii regionu i organizowane są zazwyczaj co dwa miesiące.
W Muzeum prowadzone są także wykłady, warsztaty oraz lekcje muzealne.

## Wydawnictwa
- "Rocznik solecki" - rocznik poświęcony historii Solca Kujawskiego
- Marcin Hlebionek, "Parafia katolicka w Solcu Kujawskim. Wybór źródeł XVI-XX w."